# Tegellöt

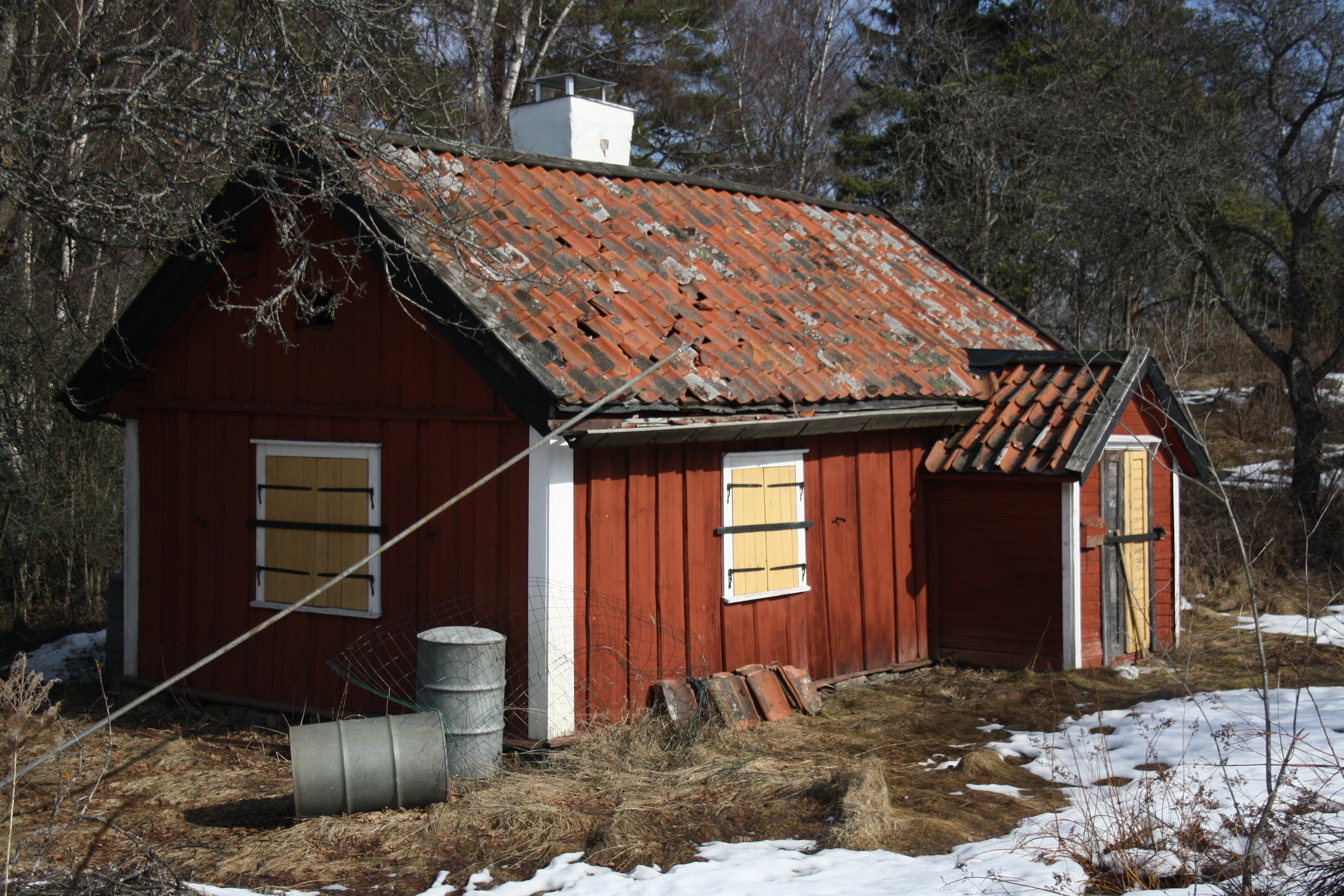
Båtsmanstorp nr 99 Tegellöt, Salem. Foto från 2010.

Tegellöt var det enda bevarade båtsmanstorpet i Salems socken, Stockholms län. Det låg i de östra delarna av Salems kommun. Torpet låg på ägorna till gårdarna Övre Söderby och Nedre Söderby.  
Torpet revs hösten 2024. 
Under indelningsverkets tid skulle Salem hålla båtsmän för sjö och kustförsvaret. I Salem hade man tre båtsmän fördelade på tre olika rotar. Båtsmännen i Salem hörde alla till Stockholms station, Södermanlands 1.båtsmanskompani, med soldatnumren 99, 100 och 101. Gårdarna inom en rote skulle själva skaffa en båtsman och underhålla denne med torp och extra stöd, t.ex. båtsmannens beklädnad, tillgång till åker- och ängsmark, uthusbyggnader till djuren, osv. 
Tegellöt nr 99 låg i Söderby rote.
Båtsmannen i torpet Tegellöt hade soldatnamnet Lindgren, åtminstone sedan 1730. Den sista båtsmannen (och skräddaren) i Tegellöt nr 99 var Johan Lindgren. Han dog år 1900, ett år innan indelningsverket upphörde. Idag är torpet obebott.  
Tegellöt var en enkelstuga av nordlig typ. Enkelstugan bestod av en farstu samt ett rum och kök. Den nordliga typen enkelstuga karaktäriseras av att eldstaden ligger inne i själva stugrummet. Övriga byggnader runt det rivna torpet är bl.a. en smedja som enligt uppgift flyttades från Söderby gård.
Tegellöt ägdes av Stockholm vatten AB.